# Щедрик натальський
Ще́дрик натальський (Crithagra symonsi) — вид горобцеподібних птахів родини в'юркових (Fringillidae). Мешкає в Південно-Африканській Республіці і Лесото.

## Опис
Довжина птаха становить 13=14 см, вага 11-16,8 г. Виду притаманний статевий диморфізм. У самців спина тіла світло-коричнева, легко поцяткована світлими смужками, покривні пера крил і надхвістя світло-коричневі. Горло яскраво-жовте, решта нижньої частини тіла жовта. Скроні і тім'я жовтувато-сірі або оливкові. Крайні стернові пер білі, помітні в польоті. У самиць верхня частина тіла дещо тьмяніша, голова і нижня частина тіла охристі, голова і груди поцятковані бурими смужками. крайні стернові пера білі, як і у самців. Забарвлення молодих птахів подібне до забарвлення самиць, однак більш смугасте. Дзьоб чорнуватий, біля основи світліший, лапи тілесно-чорного кольору, очі темно-карі.

## Поширення і екологія
Натальські щедрики мешкають в Драконових горах, в Східнокапській провінції ПАР, в провінції Квазулу-Наталь та в Лесото. Вони живуть на високогірних луках та у високогірних чагарникових заростях. Зустрічаються парами або невеликими зграйками, на висоті від 2000 до 2600 м над рівнем моря. Живляться переважно насінням, а також плодами і комахами. Сезон розмноження триває з листопада по січень. Гніздо невелике, чашоподібне, розміщується в тріщиних серед скель або в чагарниках. В кладці від 3 до 5 яєць. Інкубаційний період триває приблизно 2 тижні.